# Крајпуташ Обраду Миленковићу из села Луке
Крајпуташ Обраду Миленковићу (†1945) из села Луке (Општина Ивањица) налази се у засеоку Чадоње, са десне стране макадамског пута Ивањица-Каона-Краљево. Крајпуташ је подигнут у знак сећања на Обрада Миленковића, осамнаестогодишњег младића који је изгубио живот на Сремском фронту као члан 2. Пролетерске бригаде. Погинуо је у месту Комлетинци 16. марта 1945. године.

## Опис споменика
Споменик је у облику вертикалне плоче са завршетком „на две воде”. На предњој страни, испод порцеланске фотографије и две стилизоване звезде уклесан је епитаф. Натпис се завршава на полеђини споменика. На уским бочним странама урезане су пушка и друга војничка обележја.
Споменик је релативно добро очуван. Мало скрајнут од пута, заклоњен је ћумураном.

## Епитаф
Натпис гласи:
ОБРАД син Ђорђа и Перке МИЛЕНКОВИЋА из Лука
борца 3. чете 2. бат. II Пролетерске бригаде
пож. 18. год. а погибе од Немаца 16. марта 1945. године
у Срему селу Комлетинци. Тамо је и сахрањен.
Слава палом борцу коијесе боријо
за ослобођење свог народа.
Спомен му сподижу отац Ђорђе мајка Перка
браћа Веселин, Миломир Милош и Саво.